# Citrus tamurana
Citrus tamurana o hyūganatsu (日向夏?   en japonés) es una fruta cítrica perteneciente a la familia de las rutáceas cultivada en Japón. El nombre proviene de Hyūga, antigua denominación de la prefectura de Miyazaki, en Kyūshū, donde se dice que se originaron estos cítricos, mientras que natsu (夏?) significa «verano». El hyūganatsu crecido fuera de Kyūshū ocasionalmente se envía bajo diferentes nombres como Konatsu (小夏?), Tosakonatsu (土佐小夏?), o Nyūsamāorenji (ニューサマーオレンジ?   «nueva naranja de verano»).
Los pobladores de Miyazaki cuentan que un joven árbol de hyūganatsu repentinamente fue encontrado en un jardín de esa ciudad, en algún momento en la década de 1820, después de lo cual fue ampliamente cultivado en toda la región. Se especula que es un yuzu mutado o, quizás más probable, un híbrido entre un pomelo y un yuzu.
El fruto es de tamaño mediano y su forma es redonda o ligeramente oblonga. Cuando está maduro, se vuelve un color amarillo claro. Su carne es jugosa y dulce con un sabor ligeramente amargo. Suele ser comido en rodajas, rociado con azúcar y con la mayor parte de su gruesa médula intacta.
El aceite del fruto tiene altas cantidades de trans-β-farneseno, l-carvona, y tiene un mayor número de cetonas que otros cítricos.

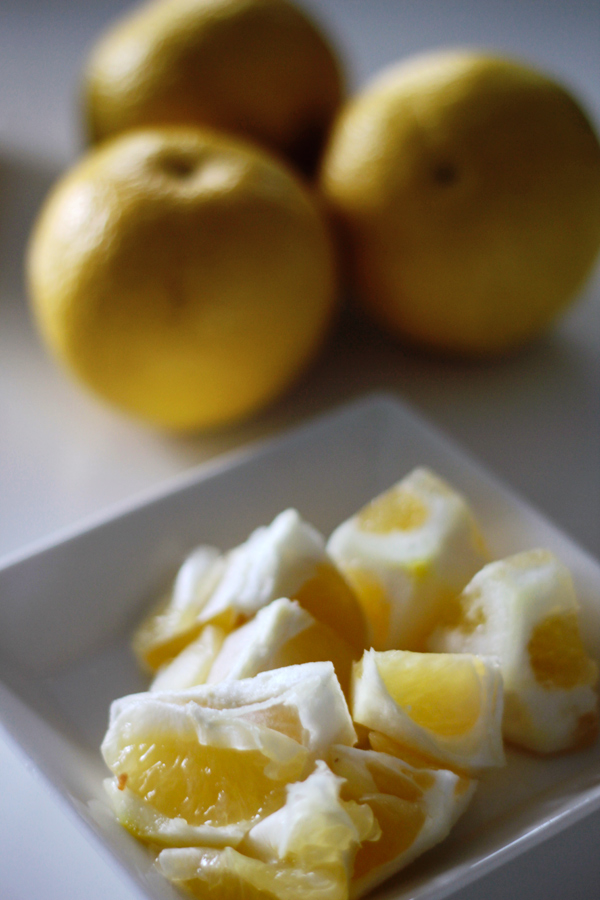
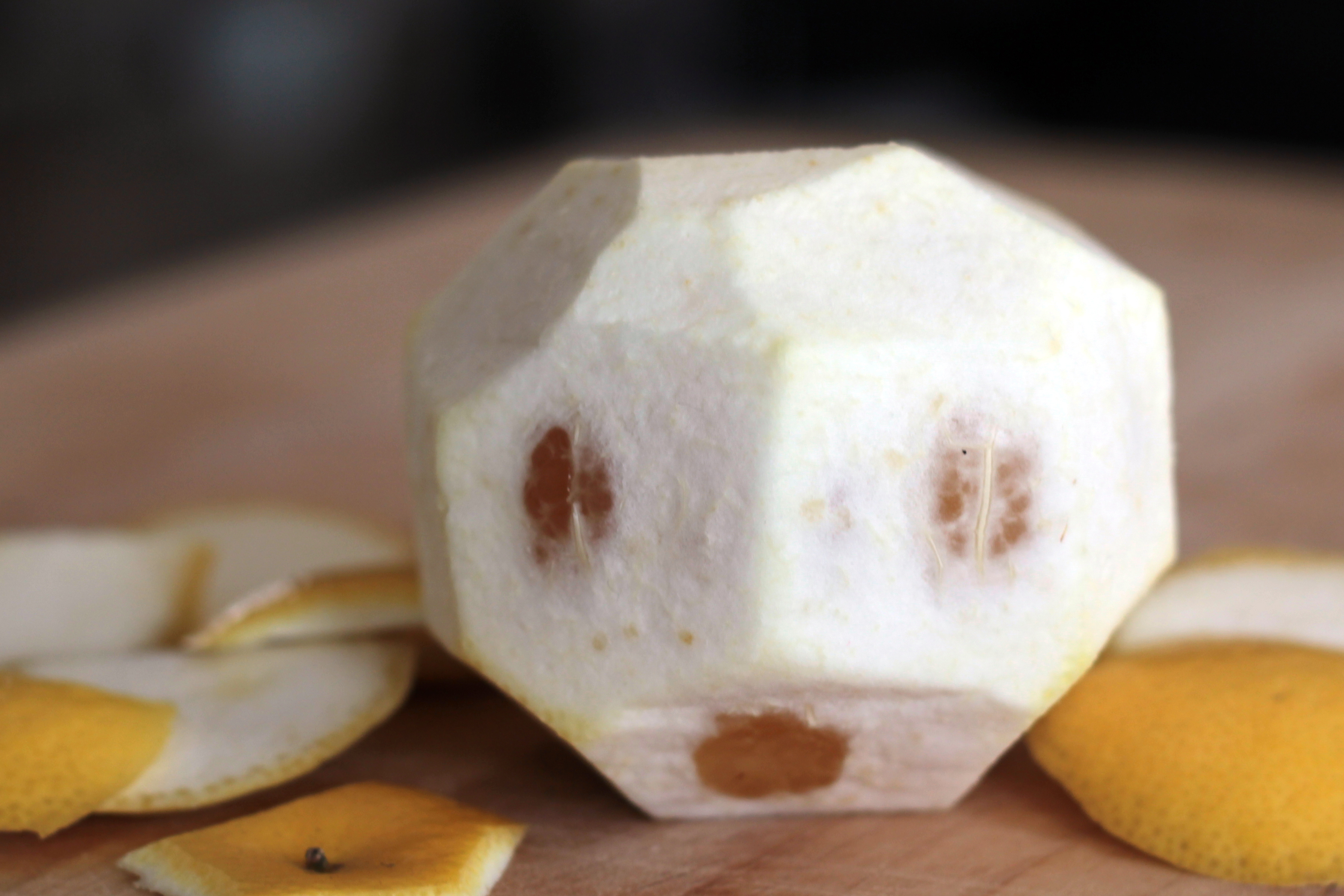
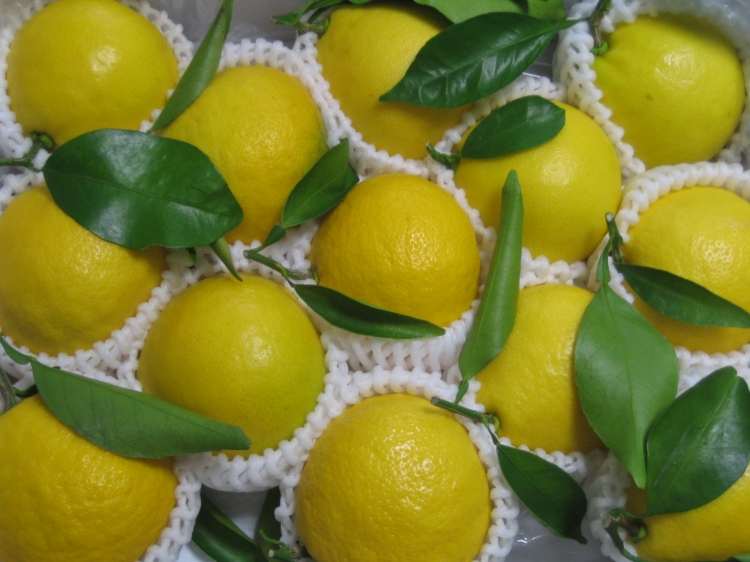
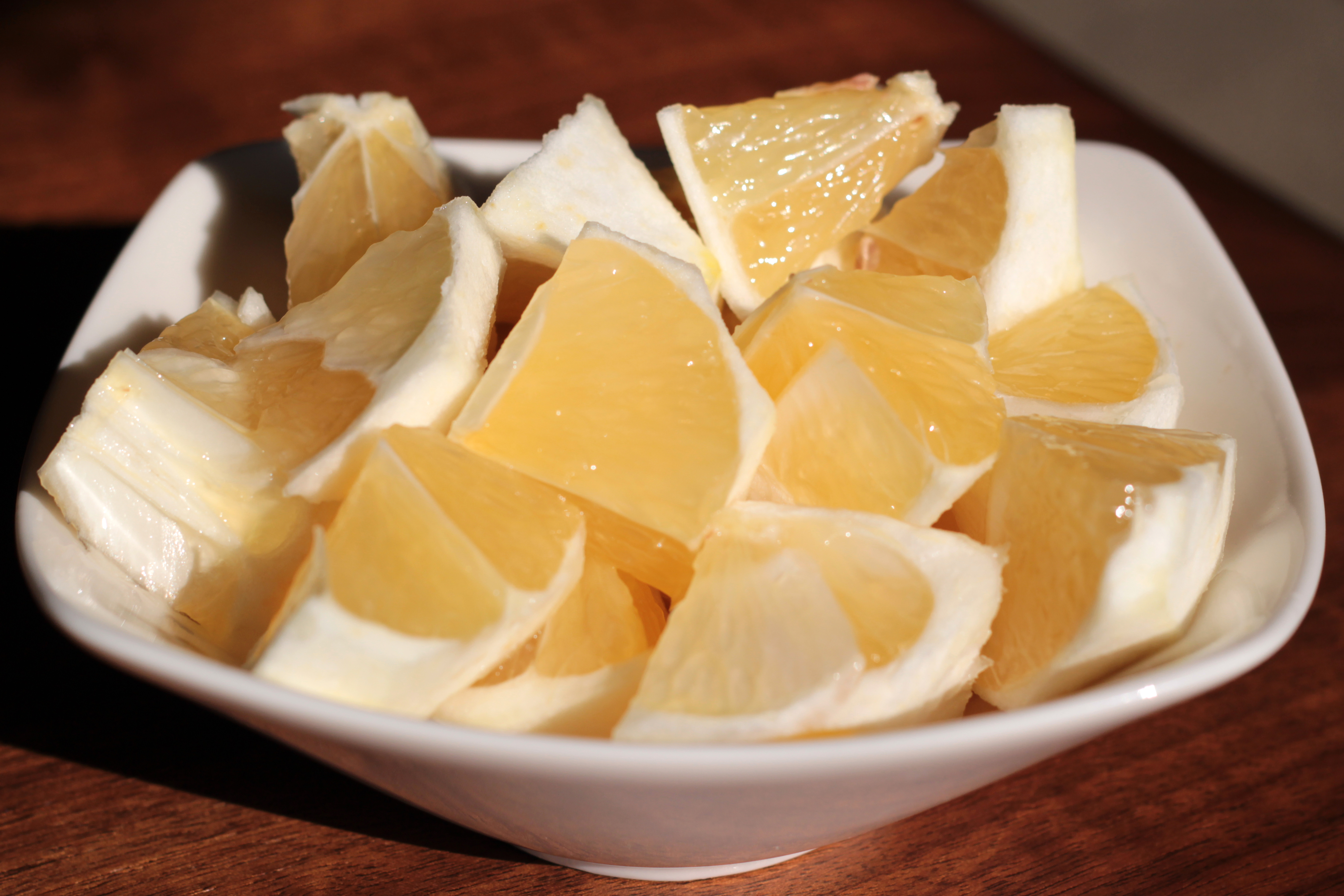